# Dasineura smilacinae
Dasineura smilacinae är en tvåvingeart som först beskrevs av Bishop 1911.  Dasineura smilacinae ingår i släktet Dasineura och familjen gallmyggor.
Artens utbredningsområde är New York. Inga underarter finns listade i Catalogue of Life.